# Kuropatewka pustynna
Kuropatewka pustynna, kuropatwa pustynna (Ammoperdix heyi) − gatunek średniej wielkości ptaka z rodziny kurowatych (Phasianidae). Zamieszkuje Bliski Wschód i północno-wschodnią Afrykę.

## Systematyka
Wyróżniono kilka podgatunków:
- A. heyi heyi – Synaj, Izrael i Jordania do zachodniej Arabii Saudyjskiej.
- A. heyi nicolli – Egipt (północno-wschodni do wschodnio-środkowego).
- A. heyi cholmleyi – środkowy Egipt do północnego Sudanu.
- A. heyi intermedius – południowo-zachodni Półwysep Arabski, południowy Oman.

## Charakterystyka
Cechy różniące od podobnej kuropatewki piaskowej: u samca rdzawe gardło i brak jasnych plamek na szyi, jasny wzór na głowie nie jest ciemno obrzeżony. U samicy różowawe prążki zamiast białych plamek na szyi.

### Morfologia
Wygląd zewnętrzny: Wyraźny dymorfizm płciowy.
Rozmiary: długość ciała: 22–25 cm
Masa ciała: ok. 181 g
Rozpiętość skrzydeł: 39–41 cm

## Występowanie

### Środowisko
Pustynne lub półpustynne wzgórza i suche doliny rzeczne.

### Zasięg występowania
Półwysep Arabski i dalej na północny zachód po Morze Śródziemne, półwysep Synaj, w Afryce Egipt i Sudan.

## Pożywienie
Głównie nasiona, owoce i owady, czasem bulwy i liście.

## Rozród
Najprawdopodobniej gatunek monogamiczny.
Gniazdo: płytkie zagłębienie w ziemi, zwykle pod osłoną skały lub krzewu.
Okres lęgowy: kwiecień.
Jaja: znosi 5–7 jaj.
Pisklęta: jasnopłowe, z białym spodem ciała.

## Status
Międzynarodowa Unia Ochrony Przyrody (IUCN) uznaje kuropatewkę piaskową za gatunek najmniejszej troski (LC – least concern) nieprzerwanie od 1988 roku. Całkowita liczebność populacji nie została oszacowana, ale uznaje się ją za ptaka szeroko rozpowszechnionego i pospolitego. Trend liczebności populacji jest stabilny.